# Кадыкойская волость
Кадыко́йская во́лость — административно-территориальная единица в составе Симферопольского уезда Таврической губернии. Образована 8 (20) октября 1802 года, при реоганизации сохранившегося со времени Крымского ханства административного деления уездов из деревень Акмечетского, Ашага Ичкийского и Даирского кадылыков Акмечетского каймаканства. Располагалась в нижнем течении реки Зуи, долинах её притоков Бештерека и Чююнчи до Салгира. На северо-западе граница волости совпадала с границей Симферопольского и Евпаторийского уездов по Салгиру . На северо-восттоке по междуречью Зуи и Бурульчи граничила с Табулдынской волостью, затем, севернее феодосийского шоссе, с востока на запад до междуречья Зуи и Бештерека, и затем по водоразделу на юг шла граница с Аргинской волостью. На юге граница с Эскиординской волостью проходила по Малому и большому Салгирам.

## Население
В конце XVIII начале XIX века в волости была одна русская деревня Санкт-Петербургские Мазанки, в которой проживало около сотни отставных солдат с семьями (всего около 240 человек) Население остальных деревень было практически исключительно крымскотатарским. В 1805 году была составлена Ведомость о всех селениях, в Симферопольском уезде состоящих…, согласно которой в волости было 45 деревень в которых, в 970 дворах числилось 5 603 человека. Из деревень выделялся Сарабуз с 555 жителями, во втором по величине Даире было 298 человек.

## Деревни Кадыкойской волости
Волость существовала до реформы 1829 года, в результате которой, со значительными изменениями, была преобразована в Сарабузскую.